# Petyr Dinekow
Petyr Nikołow Dinekow (bułg. Петър Николов Динеков, ur. 17 października 1910 w Smołsku k. Sofii, zm. 22 lutego 1992 w Sofii) – bułgarski historyk literatury.

## Życiorys
W latach 1934–1935 studiował na Uniwersytecie Warszawskim, a w 1935 na Uniwersytecie Jagiellońskim w Krakowie. W 1938 został asystentem, w 1941 docentem, a w 1966 profesorem uniwersytetu w Sofii, a w 1967 członkiem Bułgarskiej Akademii Nauk. Badał związki literackie między Polską a Bułgarią, zwłaszcza odbiór utworów Mickiewicza w Bułgarii. Wydał wybrane utwory Mickiewicza (1955) i Słowackiego (1958). W 1977 ukazał się polski wybór jego prac O bułgarskiej literaturze, folklorze i związkach z Polską. W 1973 otrzymał doktorat honoris causa Uniwersytetu Warszawskiego, w 1978 został laureatem nagrody polskiego oddziału Stowarzyszenia Kultury Europejskiej (SEC). W 1980 został Bohaterem Pracy Socjalistycznej.